# Kulturhistorie
Kulturhistorie har til hensigt at beskrive civilisationsprocessen og bevidsthedsudviklingen. Beskrivelser, der definerer sig selv som kulturhistoriske, kan rumme elementer af antropologisk, arkæologisk, etnografisk, etnologisk, kunsthistorisk, sproghistorisk, mentalitetshistorisk og socialhistorisk karakter. Ofte bliver kulturhistorie stillet i modsætning til politisk historie.

## Oprindelse og udvikling
Den moderne kulturhistorie har sin oprindelse i bl.a. Montesquieus og Voltaires forsøg i 1700-tallet på at udvikle en samfundshistorie, der bedre end traditionel, kronologisk begivenhedshistorie kunne beskrive og forklare menneskehedens åndelige og materielle udvikling. I årene omkring 1800 blev den kulturelle forskel mellem de forskellige folkeslag understreget af romantikkens tænkere og historikere, der arbejdede i forlængelse af Johann Gottfried von Herder. Det enkelte folks kulturelle særpræg og "folkeånd" afspejledes i deres materielle og åndelige frembringelser. Det betød, at et hovedmål for studiet af byggeskik, redskaber, fester, folkeskikke, sprog, litteratur m.m. blev at bekræfte den nationale identitet. Et karakteristisk eksempel er Troels Troels-Lunds Dagligt Liv i Norden (1879-1901).
Socialdarwinistiske forestillinger kom til at farve forsøgene på at skrive generel kulturhistorie, og forestillingen om kulturel "degeneration" var fremherskende i årtierne omkring 1900. Nogle tog skridtet fuldt ud og brugte biologisk degeneration som forklaring på politiske og kulturelle fænomener, eksempelvis historikeren Gustav Bangs, der i disputatsen Den gamle danske Adels Forfald (1897) så det som årsagerne til den danske adels tilbagegang i 1600-tallet.
Mellem de to verdenskrige prægedes kulturhistorien mod materielle fænomener. Kulturhistorie blev derved i stadig højere grad forbundet med etnografi, etnologi, folkloristik og arkæologi. Den materielle kulturhistorie var især knyttet til museerne. I Danmark udgjorde sammenhængen mellem landskab, bebyggelse og kultur et centralt tema i flere generationer, repræsenteret ved så fremtrædende og indbyrdes forskellige kulturhistorikere som Hugo Matthiessen og Axel Steensberg.
Som mange andre humanistiske områder er  kulturhistorien også påvirket af den sproglige vending. Dertil kommer, at hvor socialhistoriens nomotetiske dele i nogen grad drejer historiefaget over i retning af samfundsvidenskaberne, prøver nogle kulturhistorikere snarere at styrke og udvikle historiefaget "som én af grundpillerne i humaniora". Den kulturforståelse, der fokuserer på objekter snarere end kulturelle normer og praksisser, bliver nogle gange betegnet som et "finkulturelt" kulturbegreb. Fra ca. 1970'erne "blev kultur betragtet mere dynamisk, og som noget mennesker på forskellig måde både handler ud fra og hen ad vejen omformer i deres daglige omgang med hinanden". I denne form for kulturhistorie kigger man f.eks. også på fortidens sociale normer, og her er følelseshistorie et eksempel på, hvordan man kan undersøge, hvordan tidligere tiders kulturer har opfattet følelser, om hvordan håndtering af følelser har været afkodet som et udtryk for, hvor civiliseret en person har været.
Også en befolknings forbrug af varer kan være af interesse for kulturhistorikere på den måde, at forbrug kan afspejle muligheder og prioriteringer i forskellige perioder. Ligeledes er der blevet forsket i, hvordan kirken i middelalderen kunne trække på religiøse symboler og praksisser for at påvirke andre folks handlinger.